# پاول مامایف
پاول مامایف (روسی: Павел Константинович Мамаев؛ زادهٔ ۱۷ سپتامبر ۱۹۸۸) یک بازیکن فوتبال اهل روسیه است.
از باشگاه‌هایی که در آن بازی کرده‌است می‌توان به زسکا مسکو و کراسنودار اشاره کرد.
وی همچنین در تیم ملی فوتبال روسیه بازی کرده‌است.